# Astrància
Astrància (Astrantia) és un gènere de plantes amb flors dins la famíla apiàcia. Són plantes herbàcies endèmiques d'Europa central, Europa de l'est i Europa del sud i els Caucas. Als Països Catalans es troben les espècies Astrantia major i Astrantia minor. El nom del gènere prové del grec i fa referència a la forma similar a un estel dels capítols florals. Hi ha entre 8 i 9 espècies les quals tenen les arrels aromàtiques, les fulles palmades i les flors decoratives.

## Algunes espècies
- Astrantia carniolica K. Koch (Jacq.)[2]
- Astrantia major L.[3]
- Astrantia minor L.[4]

## Cultiu
S'han seleccionat diverses astràncies per a ser cultivades als jardins com plantes ornamentals. Necessiten una certa ombra i humitat en el sòl. Els colors de les seves flors són vermell, rosa i blanc. A. maxima 'Largest masterwort' va guanyar el premi del mèrit en jardineria de la Royal Horticultural Society.

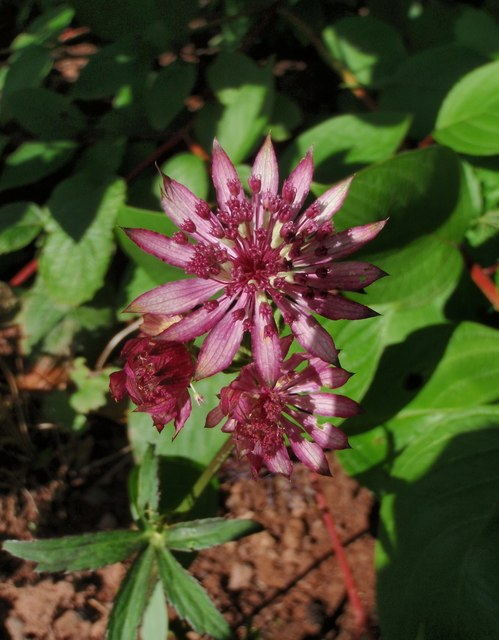
Varietat Rubra